# Villa del Río
Villa del Río és una localitat de la província de Còrdova, Andalusia, Espanya.

## Demografia
| 1998  | 1999  | 2000  | 2001  | 2002  | 2003  | 2004  | 2005  | 2006  | 2007  |
| ----- | ----- | ----- | ----- | ----- | ----- | ----- | ----- | ----- | ----- |
| 7.149 | 7.181 | 7.171 | 7.213 | 7.265 | 7.296 | 7.358 | 7.432 | 7.433 | 7.443 |

## Personatges il·lustres
- Matías Prats Cañete (Periodista)
- Pedro Bueno (Pintor)
- Joaquín Garrido (Cantaor flamenco)
- Manu Castellano (Participant d'Operación Triunfo)

## Monuments
- Aceñas Árabes
- Parroquia Inmaculada Concepción
- Ermita de San Roque y Jesús Nazareno
- Ermita de la virgen de la Estrella
- Puente Romano
- Casa de las Cadenas
- Casa Museo de Pedro Bueno
- Museo Histórico Municipal
- Casa Palacio del Marqués de Blanco Hermoso
- Ayuntamiento
- Casas Señoriales
- Casa del Vicario